# Carlo Scarpa

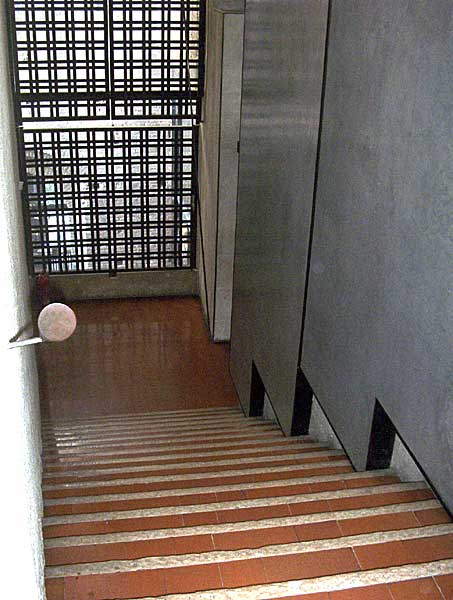
Trappor i Castelvecchio museet i Verona.

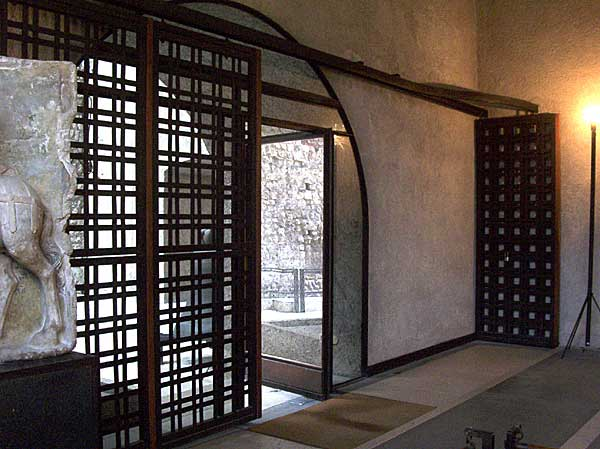
Entre till Castelvecchio museet i Verona.

Carlo Scarpa, född 2 juni 1906 i Venedig, död 28 november 1978 i Sendai i Japan, var en italiensk arkitekt och designer, främst verksam i Veneto.
Scarpa föddes i Venedig och växte upp i Vicenza. Hans studerade i Venedig. Hans produktion var liten och omfattar främst ombyggnader och villor.
Scarpa kan anses vara en föregångare för den postmodernistiska arkitekturen och han inspirerade bland andra arkitekter som Mario Botta och Tadao Ando. Under en period hade Scarpa något av kultstatus inom arkitekturen. Med sin förståelse för byggnadsmaterial, landskap, och historien skapade han en egensinnig, personlig och sällsynt sofistikerad arkitektur som inom ramen för det modernistiska präglas av materialitet, finess och elegans i en tid när den modernistiska arkitekturen blev allt mer urvattnad. 

## Några byggnader
- Gallerie dell'Accademia, (ombyggnad) Venedig
- Palazzo Ca'Foscari, (ombyggnad) Venedig, 1935-1956
- Museo di Castelvecchio, (ombyggnad) Verona, 1956-1964
- Olivetti showroom, Markusplatsen, Venedig, 1957-1958
- Gipsoteca canoviana i Possagno 1956-1957
- Fondazione Querini Stampalia, Venedig, 1961-1963
- Cimiterio Brion, San Vito d'Altivole, 1969-1978
- Banca Popolare di Verona, Verona, 1973